# Acalolepta sericeomicans
Acalolepta sericeomicans là một loài bọ cánh cứng trong họ Cerambycidae.